# Сульт, Никола Жан де Дьё
Николя Жан де Дьё Сульт (фр. Nicolas Jean de Dieu Soult, 29 марта 1769, Сент-Аман-ла-Бастид, Франция — 26 ноября 1851, там же) — главный маршал Франции (1847), маршал Империи (1804), генерал-полковник пеших егерей Императорской гвардии (1804), герцог Далматский (1808). Участник революционных и наполеоновских войн. В 1808—1814 годах (с небольшим перерывом) командовал армией в Испании, откуда совершил поход в Португалию, а затем вынужден был отступить в Южную Францию. Во время Первой реставрации Бурбонов — военный министр, во время «Ста дней» начальник штаба Наполеона. В 1830—1832 годах военный министр, затем до 1847 года (с перерывами) премьер-министр. Имел прозвища «Король Николя» (фр. Le roi Nicolas) и «Железная рука» (фр. Bras-de-Fer).

## Военная карьера при Наполеоне
Сын нотариуса. Уроженец Лангедока. Младший брат — Пьер-Бенуа Сульт (1770—1843), дивизионный генерал, проделал многие военные кампании рядом со старшим братом.
С 1785 года служил рядовым во французской армии. В 1791 году был уже бригадным генералом. Принимал участие в войнах революционной эпохи в Германии, Швейцарии и Италии. Командуя корпусом, с отличием участвовал в битвах при Аустерлице, Иене и Эйлау.
В 1807 году получил титул герцога Далматского.
В 1808 году взял город Бургос. 16 января 1809 года выиграл кровопролитную битву с англичанами при Корунье, в которой был убит английский генерал Дж. Мур. Оттеснив английские войска за город Порту, он вскоре, однако, вынужден был оставить Португалию.
19 ноября 1809 года он нанёс сокрушительное поражение испанской армии при Оканье. В январе 1810 года взял Севилью и осадил Кадис. Не будучи в состоянии взять его, он двинулся на север и в марте 1811 года взял сильную крепость Бадахос, охранявшую дорогу в Португалию.
16 мая 1811 года он потерпел поражение при Ла-Альбуэра со стороны англичан и португальцев под командой У. Бересфорда, но всё-таки успел соединиться с северной армией О. Мармона и принудить А. Веллингтона снять осаду с Бадахоса.
В 1813 году он был отозван в Германию и принял участие в битве при Бауцене, но вслед за тем вновь отправлен в Испанию. Разбитый в битве на реке Бидасоа, он отступил во Францию. Веллингтон последовал за ним и 27 февраля 1814 года нанёс ему поражение при Ортезе, а затем 10 апреля имел с ним кровопролитное сражение при Тулузе, после которого Сульт должен был оставить этот город.
19 апреля он заключил перемирие с Веллингтоном и заявил о своём подчинении Людовику XVIII. 3 декабря 1814 года Людовик назначил его военным министром.
Как только Наполеон I высадился во Франции, Сульт поспешил перейти на его сторону. Наполеон назначил его начальником своего штаба, и в этом звании Сульт принимал участие в сражениях при Линьи и Ватерлоо.

## Военный министр и премьер Июльской монархии
После второй Реставрации он был изгнан из Франции, но в 1819 году получил разрешение вернуться. В 1827 году был назначен пэром.
После Июльской революции он немедленно примкнул к новому правительству и 18 ноября 1830 года был назначен военным министром.
В 1831 году подавил восстание ткачей в Лионе. 11 октября 1832 года Сульт получил поручение сформировать кабинет, главное влияние в котором принадлежало, однако, не ему, а Гизо и Тьеру. В 1834 году, вследствие разногласия с Гизо, он вынужден был выйти в отставку.
Вторично сформировал кабинет в мае 1839 года, взяв себе портфель иностранных дел. В феврале 1840 года он потерпел решительное поражение в палате депутатов по поводу внесённого им проекта о назначении весьма крупных сумм герцогу Немурскому и его невесте и должен был уступить место Тьеру.
В октябре 1840 года он вновь сформировал кабинет, в котором был военным министром. Во главе правительства он стоял лишь фиктивно, руководящую роль в кабинете играл Гизо.
В 1847 года Сульт вышел в отставку и получил титул главного маршала Франции (аналог генералиссимуса; титул, который до него имели только 5 человек, в том числе А. Тюренн в 17-м веке и Виллар в 18-м веке).
Остаток жизни маршал провёл в построенном им замке Сультберг, который находился в одном километре от его малой родины, Сент-Аман-ле-Бастид. 13 ноября 1851 года он заболел воспалением лёгких. Вечером 26 ноября ему совсем стало плохо и он потерял сознание. В 22 часа 30 минут маршал Сульт испустил последний вздох. Похороны состоялись 6 декабря 1851 года. На траурной церемонии присутствовали все должностные лица департамента Тарн. Под орудийные залпы останки маршала были захоронены в фамильной усыпальнице, выполненной в форме пристройки к церкви Успенья Божей Матери (Eglise Notre-Dame de l’Assomption) городка Сент-Аман-ле-Бастид, который в том же году был переименован в Сент-Аман-Сульт (по-русски название часто ошибочно пишется «Сент-Аман-Су»).
Мемуары маршала под заглавием «Histoire des guerres de la révolution» издал его сын (Париж, 1854).

## Дети
Сын его Наполеон-Гектор Сульт, герцог Далматский (1801—1857), во время Реставрации служил в генеральном штабе, после революции 1830 года перешёл на дипломатическую службу, в 1844—1847 годах был посланником в Берлине, затем депутатом, в 1850—1851 года — членом законодательного собрания, в котором заседал в рядах сторонников Орлеанской династии. После государственного переворота 1851 года удалился в частную жизнь.

## Характеристика словаря Брокгауза и Ефрона
«Сульт обладал выдающимися военными способностями и принадлежал к самым замечательным наполеоновским маршалам; но как политический деятель он обнаружил только крайнее честолюбие, совершенную беспринципность и отсутствие политического понимания».

## «Король Николя»
Когда английские войска были вытеснены из Португалии и принц-регент сбежал в Бразилию, Сультом овладела идея возложить португальскую корону на собственную голову. Находясь в захваченном Опорто, он развернул агитационно-пропагандистскую кампанию за «короля Никола I» – единственного, как декларировалось, кто способен вернуть стране мир и благоденствие. Высадка на полуострове англичан заставила его спешно покинуть Опорто. Но герцог Далматский не расстался со своей мечтой, и даже на какое-то время обратил ее в явь в Андалузии, которую захватил вопреки предписаниям Наполеона и игнорируя его выговоры. Он основал здесь двор, пышностью и сложностью церемониалов, им самим разработанных, затмевающий даже Тюильри, и правил, по крайней мере, как вице-король, вызывая ненависть Жозефа Бонапарта, посаженного Наполеоном на мадридский трон.— Делдерфилд Р.Ф. Маршалы Наполеона

## Воинские звания
- Солдат (16 апреля 1785 года);
- Капрал (13 июня 1787 года);
- Капрал-фурьер (31 марта 1791 года);
- Сержант (1 июля 1791 года);
- Младший лейтенант (16 июля 1792 года);
- Капитан (20 августа 1793 года);
- Командир батальона (7 февраля 1794 года);
- Полковник (14 мая 1794 года);
- Бригадный генерал (11 октября 1794 года);
- Дивизионный генерал (4 апреля 1799 года, утверждён 21 апреля 1799 года);
- Маршал Империи (19 мая 1804 года).

## Титулы
- Герцог Далматский  и Империи (фр. duc de Dalmatie et de l'Empire; декрет от 19 марта 1808 года, патент подтверждён 29 июня 1808 года в Байонне)[1][2].

## Награды
Легионер ордена Почётного легиона (11 декабря 1803 года)
 Великий офицер ордена Почётного легиона (14 июня 1804 года)
 Знак Большого Орла ордена Почётного легиона (2 февраля 1805 года)
  Кавалер баварского ордена Святого Губерта (27 февраля 1806 года)
 Кавалер ордена Железной короны (23 декабря 1807 года)
 Кавалер саксонского военного ордена Святого Генриха (1810 год)
 Командор ордена Святого Людовика (24 сентября 1814 года)
 Кавалер ордена Святого Духа (30 мая 1825 года)
 Большой крест бельгийского ордена Леопольда I (2 февраля 1833 года)
 Командор греческого ордена Спасителя (26 сентября 1834 года)
 Кавалер испанского ордена Золотого руна (1838 год)
 Кавалер шведского ордена Серафимов (24 августа 1842 года)

## Образ в кино
- «Сто дней[нем.]» (Германия, Италия, 1935) — актёр Йозеф Петерханс[нем.]
- «Наполеон: путь к вершине» (Франция, Италия, 1955) — актёр Морис Майо[фр.]
- «Аустерлиц» (Франция, Италия, Югославия, 1960) — актёр Жан-Марк Бори[фр.]
- «Ватерлоо» (СССР, Италия, 1970) — актёр Иво Гаррани